# Місцева демократія
Місцева демократія визначається, як передача влади державою місцевим або регіональним органам влади, які мають власні демократичні інститути, тобто регіон, округ, місто і т.д. Цей тип демократії притаманний західній Європі. Місцем народження демократії вважаються міста-держави Стародавньої Греції та міста середнього класу епохи Середньовіччя та Ренесансу. 
Принцип  субсидіарності, що полягає в тому, що рішення повинні прийматися на найнижчому, віддаленому від центра рівні. Ця ідея є базовою для поняття місцева демократія.

## У Європі
На європейському рівні використовується термін "автономія місцевих та регіональних влад.
Європейська хартія місцевого самоврядування, підписаний державами-членами Ради Європи 15 жовтня 1985 і ратифікована у вересні 2008 року 44 країнами, розглядає в своїй преамбулі, що:
|  | право громадян на участь в управлінні державними справами є одним з демократичних принципів, які поділяються всіма державами-членами Ради Європи і [держави-члени Ради Європи переконані], що це право може безпосередньо здійснюватись саме на місцевому рівні. |

## Місцеві влади та демократія
Основою демократії є місцева влада. В наш час[коли?] місцеві органи влади розглядаються як основні інститути прояву демократії, тобто установи, які розташовані ближче до громадян та управляють місцевими справами відповідно до принципу субсидіарності. Це дозволяє демократії відбуватися ефективніше, де участь місцевих громадян є простим способом в реалізації місцевої демократії за принципом більшості. Поширення демократії знизу догори місцевими органами влади, які беруть участь у процесі демократизації суспільства, кваліфікується як місцева демократія.

## Місцева автономія
Необхідною умовою та гарантією для забезпечення ефективного демократичного управлінняє є самостійність установ.
На відміну від державної законодавчої влади , місцеві органи влади не розділяють суверенітет держави. 
Органи місцевого самоврядування надають послуги в таких областях, як планування, культура, житло і освіта. Автономія дозволяє місцевій владі виконувати ці послуги під свою відповідальність та згідно з національними інтересами. Це право захищається Конституцією певної країни. 
Автономні установи мають право приймати рішення і виконувати їх без жодного тиску. Ці установи також мають фінансову самостійність.

## Нормативно-правові акти
Основними правовими актами, що регулюють проблеми місцевого самоврядування на міжнародному рівні, є:
- Європейська хартія місцевого самоврядування;
- Всесвітня Декларація місцевого самоврядування.

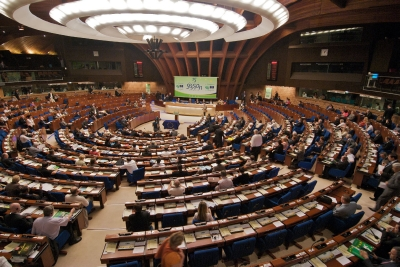
Сесія Когресу

Щодо "Хартії місцевого самоврядування", Конгрес місцевих та регіональних влад Європи - який представляє місцеві та регіональні влади в Раді Європи створює єдині правила для країн-членів Ради Європи, які поставили свої підписи під Статутом, мета якого полягає в тому, щоб забезпечити визнання та захист політичного, адміністративного та фінансового управління в місцевих органах влади. Застосування цих правил здійснюється відповідно до внутрішнього законодавства кожної країни.
Ця хартія є важливим захистом прав місцевих влад, які відіграють фундаментальну роль у розвитку місцевої демократії та ефективності в управлінні.
У цьому сенсі Хартії підкреслюється кілька ключових моментів у тому числі:
- Автономія органів місцевого самоврядування повинна бути забезпечена законом і Конституцією;
- Місцеві органи влади повинні мати фінансові ресурси, що відповідають їх потребам

## Дивись також
- Місцеве самоврядування